# Malleus anatinus
Malleus anatinus is een tweekleppigensoort uit de familie van de Malleidae. De wetenschappelijke naam van de soort is voor het eerst geldig gepubliceerd in 1791 door Gmelin.